# Minori Chihara
Minori Chihara (茅原 実里 Chihara Minori?,  Utsunomiya, Prefectura de Tochigi, 18 de noviembre de 1980) es una seiyū japonesa, conocida por sus numerosos roles en series de anime. También es cantante de J-pop. En su carrera musical ha trabajado para King Records, Avex Trax y actualmente con Lantis.

## Carrera
Inició durante los meses de abril y septiembre de 2003 como asistente del programa de radio de Mariko Kōda "Kōda Mariko no GM" mediante una audición. Su participación en el programa alcanzó el primer lugar en el "Seiyū Grand Prix Club" y obtuvo el derecho de trabajar en el avex artist academy. Posteriormente en octubre fue elegida como una de las cuatro finalistas del concurso "VOICE ARTIST&SINGER AUDITION「VSAudition 2003」", patrocinado por Pony Canyon, Inc., pero no pudo quedar en primer lugar.
Hacia 2004, debutó como seiyū tomando el rol de Aya Natsume en la serie Tenjho Tenge; y comienza a publicar su blog minorythm y al mismo tiempo, lanza su álbum HEROINE bajo King Records. Luego en 2005 presenta dos programas de radio Avex presents Chihara Minori no Makenai Radio y Avex presents Chihara Minori no Ikenai Radio.
En marzo de 2006 comienza a publicar su libro blog minorhytm; y desde abril hasta septiembre hace el rol de Yuki Nagato en la serie Suzumiya Haruhi no Yūutsu, y provoca un crecimiento en su popularidad. En julio del mismo año, el ending de la serie, Hare Hare Yukai, cantado por Chihara, Aya Hirano y Yūko Gotō llega al disco de oro; y en noviembre recibe el Radio Kansai Award durante el “Animation Kobe Theme Song Award” por dicha canción.
En enero de 2007, regresa a su carrera de solista, publicando el sencillo Junpaku Sanctuary; el 18 de marzo participa en el concierto Suzumiya Haruhi no Gekisō. En junio, publica el sencillo Kimi ga Kureta Anohi; en octubre publica el álbum Contact (álbum de Minori Chihara), en noviembre realizó un tour musical llamado Live y en diciembre publicó su video musical Message 01 en DVD.
El 26 de marzo de 2008, publicó un sencillo llamado Melty Tale Storage.

## Filmografía
Lista de roles interpretados durante su carrera.
Los papeles principales están en negrita.

### Anime
2004
- Samurai Gun como Ohana
- Tenjho Tenge como Aya Natsume.

2005
- The Law of Ueki  como Memory; Tamako Hanamura (ep. 3)
- Major (segunda temporada) como Ayane.

2006
- Binbō Shimai Monogatari como Novia (ep. 7)
- Humanoid Monster Bem como Mitsuki Kisaragi.
- Lemon Angel Project como Erika Campbell.
- Lovely Idol como Hina Hōjō.
- Suzumiya Haruhi no Yūutsu como Yuki Nagato.

2007
- Claymore como Claymore herido (ep. 12)
- D.C. II ～Da Capo II～ como Shirakawa Nanaka.
- Dragonaut -The Resonance- como Toa.
- Gakuen Utopia Manabi Straight! como Líder de banda (ep. 11)
- Ikkitousen: Dragon Destiny como Chouhi Ekitoku.
- Lucky ☆ Star como Minami Iwasaki, ella misma (ep. 12) y camarera Yuki Nagato (ep. 16)
- Major (tercera temporada) como Ayane.
- Minami-ke como Chiaki Minami.
- Mahō Shōjo Lyrical Nanoha StrikerS como Subaru Nakajima.
- Over Drive como Hermana menor de Takeshi Yamato.
- Saint October como Seiran.
- Shinkyoku Sōkai Polyphonica como Matia Machiya.
- Venus versus Virus como Sumire Takahana.
- Wellber no Monogatari como Rio (ep. 11)

2008
- D.C. II S.S. ～Da Capo II Second Season～ como Shirakawa Nanaka.
- Druaga no Tō 〜the Aegis of URUK〜 como Kooba.
- Ga-Rei -Zero- como Kagura Tsuchimiya.
- Ikkitousen: Great Guardians como Chouhi Ekitoku.
- Minami-ke 〜Okawari〜 como Chiaki Minami.
- Wellber no Monogatari Dainimaku como Rio (ep. 5)

2009
- Druaga no Tō 〜the Sword of URUK〜 como Coopa.
- Minami-ke 〜Okaeri〜 como Chiaki Minami.
- Needless como Kuchinashi.
- Saki como Tōka Ryūmonbuchi.
- Suzumiya Haruhi no Yūutsu (2009) como Yuki Nagato.
- Umineko no Naku Koro ni  como Sakutarou.
- The Sacred Blacksmith  como Margot.

2010
- Chu-bra!! como Nayu Hayama.
- Seikon no Qwaser como Teresa Beria.
- Mitsudomoe como Airi Ogata.
- Ikki Tousen: Xtreme Xecutor como Chouhi Ekitoku.
- Occult Academy como Mikaze Nakagawa.
- Yumeiro Patissiere SP Professional como Maize.
- Asobi ni iku yo! como Lawry.

2011

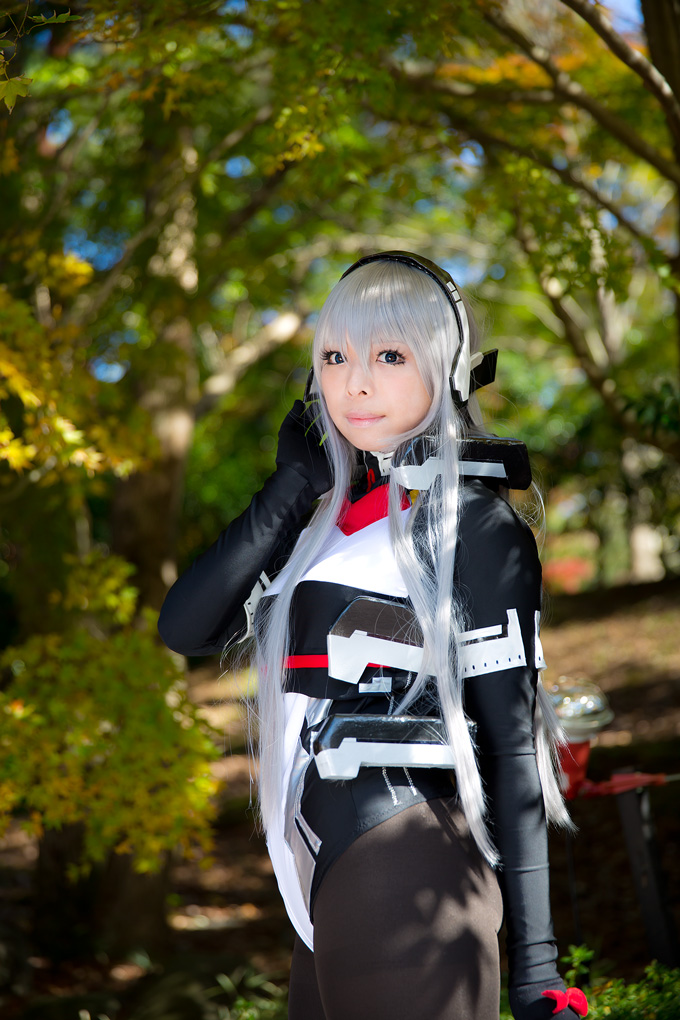
Cosplay de Horizon Ariadust como estudiante, personaje principal que tiene la voz en la versión japonesa de la serie de anime.

- Kyōkai Senjō no Horizon como Horizon Ariadust.[3]
- Mitsudomoe Zōryōchū! como Airi Ogata.
- Rio: Rainbow Gate! como Dana.
- A Channel como Ms. Kitou
- Oniichan no Koto Nanka Zenzen Suki Janain Dakara ne!! como Ran Yatagai.
- C³ como Konoha Muramasa

2012

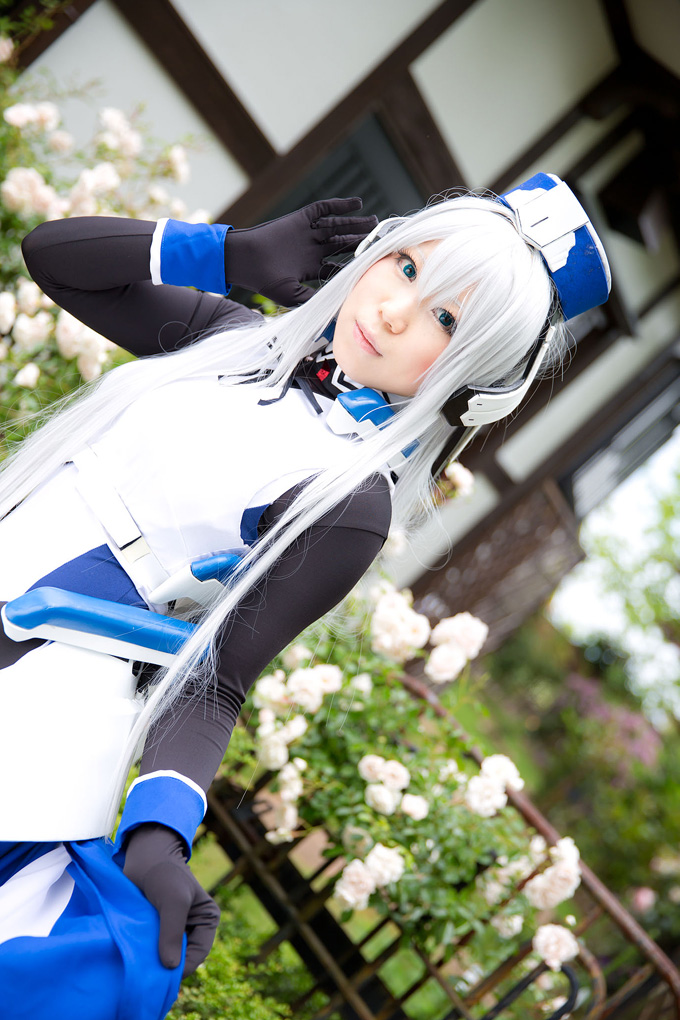
Cosplay de Horizon Ariadust como soberana, personaje principal que tiene la voz en la versión japonesa de la serie de anime.

- Kyōkai Senjō no Horizon II como Horizon Ariadust.[4]
- Dakara Boku wa H ga Dekinai como Dalnia Earheart

2013
- Kyōkai no Kanata como Mitsuki Nase.
- Phi Brain: Kami no Puzzle como Rätsel.

2014
- Date a Live como Miku Izayoi.
- Nobunaga The Fool como Ichihime.
- Hot Wheels The Anime Series como Miku Hayama.

2015
- Nagato Yuki-chan no Shōshitsu como Yuki Nagato.
- Go! Princess PreCure como Sayaka Kano.
- Hibike! Euphonium como Kaori Nakaseko.

2016
- Ange Vierge - Código Omega 33 Karen

2018
- Boku no Hero Academia como Camie Utsushimi.
- Violet Evergarden como Erica Brown

2019
- Date a Live III como Miku Izayoi.
- Pop Team Epic como Pipimi13.

2022
- Date a Live IV como Miku Izayoi.

### OVA
- Kyo no Gononi como Tsubasa Hawai.
- Lucky ☆ Star como Minami Iwasaki.
- Mars of Destruction como Kurita Aoi.
- Murder Princess como Chica sin nombre.
- My-Otome 0 como Raquel Mayol.
- Space Symphony Maetel～Galaxy Express 999～ como Arina.
- Tenjho Tenge: Ultimat Fight como Aya Natsume.
- Tenkū Danzai Skelter Heaven como Ayako Matsumoto.

- Nyorōn Churuya-san como Yuki Nagato.
- Suzumiya Haruhi-Chan no Yūutsu como Yuki Nagato.

### Películas
- Suzumiya Haruhi no Shōshitsu Película  como Yuki Nagato.
- Kyōkai no Kanata - como Mitsuki Nase

### Videojuegos
- Yuki Nagato en:
  - The Promise of Haruhi Suzumiya.
  - The Perplexity of Haruhi Suzumiya.
  - Suzumiya Haruhi no Shinsaku.
- Lucky ☆ Star: ～Ryōō Gakuen Ōtōsai～ - Minami Iwasaki.
- Mars of Destruction - Kurita Aoi.
- Memories Off #5 encore - Ichijō Akina.
- Tenkū Danzai Skelter Heaven - Ayaka Matsumoto.
- Chaos Ring II - Lessica
- Final Fantasy Type-0 - Cater
- Azur Lane - Z46

### CD Drama
- B Gata H Kei como Kyōka Kanejō.
- Lovely Idol como Hina Hōjō.
- Suzumiya Haruhi no Yūutsu: Sound Around como Yuki Nagato.
- My-HiME Destiny como Mayo Kagura.

## Apariciones

### Radio
- Kōda Mariko no GM (abril – septiembre de 2003)
- avex presents Chihara Minori no Makenai Radio (terminado)
- avex presents Chihara Minori no Ikenai Radio (terminado)
- SOS-dan Radio Shibu (terminado)
- Oshiyaberiya Temasu
- Chihara Minori radio minorhythm
- Contacto con los fanáticos de Chihara Minori (A&G Super RADIO SHOW 〜AniSuper〜: 6 de octubre – 27 de octubre de 2007)

### Televisión
- Navegador en pam!TV

### Drama
- Mika en Cross Chord

### Eventos en vivo
- Debut 1st Anniversary Commemoration Event ～minorin★Spring Celebration 2005～ (10 de abril de 2005)
- Birthday Event ～minorin★Birthday Celebration 2005～ (20 de noviembre de 2005)
- Debut 2nd Anniversary Commemoration Event ～minorin★Spring Celebration 2006～ (22 de abril de 2006)
- LOVE LIVE 2006 ～Minori Chihara Birthday～ (18 de noviembre de 2006)
- i melody 〜Minori Chihara Birthday Live 2007〜 (18 de noviembre de 2007)
- STARCHILD Presents ～Starchild Collection～[5]
- Minori Chihara 1st Live Tour 2008 ～Contact～ (9 de marzo, 16 de marzo, 22 de marzo, 23 de marzo de 2008)[6]

### Adiciones
- Blister Pack V♀ices

## Discografía

### Sencillos
| N.º | Título                                   | Fecha de lanzamiento    |
| --- | ---------------------------------------- | ----------------------- |
| 1   | Zutto...Isshou/Makenai～Ichizu Version～ | 13 de enero de 2005     |
| 2   | Junpaku Sanctuary                        | 24 de enero de 2007     |
| 3   | Kimi ga Kureta Anohi                     | 6 de junio de 2007      |
| 4   | Melty tale storage                       | 26 de marzo de 2008     |
| 5   | Ameagari no Hana yo Sake                 | 6 de agosto de 2008     |
| 6   | Paradise Lost                            | 5 de noviembre de 2008  |
| 7   | Tomorrow's chance                        | 3 de junio de 2009      |
| 8   | Precious One                             | 23 de diciembre de 2009 |
| 9   | Yasashii Boukyaku                        | 24 de febrero de 2010   |
| 10  | Freedom Dreamer                          | 21 de julio de 2010     |
| 11  | Ittousei                                 | 7 de agosto de 2010     |
| 12  | Defection                                | 9 de febrero de 2011    |
| 13  | KEY FOR LIFE                             | 9 de febrero de 2011    |
| 14  | Planet Patrol                            | 6 de julio de 2011      |
| 15  | TERMINATED                               | 19 de octubre de 2011   |
| 16  | Celestial diva                           | 21 de marzo de 2012     |
| 17  | ZONE//ALONE                              | 11 de julio de 2012     |
| 18  | SELF PRODUCER                            | 5 de octubre de 2012    |
| 19  | Kono Sekai wa Bokura wo Matte ita        | 24 de abril de 2013     |
| 20  | Kyoukai no Kanata                        | 20 de octubre de 2013   |
| 21  | FOOL THE WORLD                           | 26 de febrero de 2014   |
| 22  | Mukaikaze ni Utare Nagara                | 23 de julio de 2014     |
| 23  | Aitakatta Sora                           | 22 de abril de 2015     |
| 24  | Arigatou, Daisuki                        | 24 de junio de 2015     |
| 25  | Koi                                      | 18 de noviembre de 2015 |

### Álbumes
- Heroine (22 de diciembre de 2004)
- Contact (24 de octubre de 2007)
- Parade (26 de noviembre de 2008)
- Sing All Love (27 de enero de 2010)
- D-Formation (4 de febrero de 2012)
- B Side Collection (5 de febrero de 2013)
- Minori Chihara wt Crustacea
- Neo Fantasia (12 de diciembre de 2013)

### Sencillos de anime
- Tenjho Tenge GREAT DISC. 1 (29 de septiembre de 2004)
- Angel Addict (25 de enero de 2006)
- Smile Means Love (22 de febrero de 2006)
- Hare Hare Yukai (10 de mayo de 2006)
- Nagato Yuki Character Song (5 de julio de 2006)
- LoveLoveLove no Sei na no yo!  (1 de noviembre de 2006)
- Saikyo Pare Parade (22 de noviembre de 2006)
- Candy (6 de diciembre de 2006)
- Seioh Gakuen Kōka Band (21 de marzo de 2007)
- Only Lovely Rain (21 de marzo de 2007)
- Ikki Tousen: Dragon Destiny 覚悟決めや! (30 de mayo de 2007)
- Fragment ～Shooting star of the origin～ (25 de julio de 2007)
- Iwasaki Minami Character Song (26 de septiembre de 2007)
- Keikenchi Joshochu☆ (24 de octubre de 2007)
- Mune Pettan Girls Character Song (31 de octubre de 2007)
- Colorful DAYS (21 de noviembre de 2007)
- Lucky ☆ Star Re-Mix002 (26 de diciembre de 2007)
- D.C. II ～Da Capo II～ Vol.0 (26 de diciembre de 2007)
- Kokoro no Tsubasa (23 de enero de 2008)
- Sono Koe ga Kiki Takute (6 de febrero de 2008)
- D.C. II ～Da Capo II～ Character Song Vol. 3 (27 de febrero de 2008)
- Self Producer (5 de octubre de 2012)
- Fool The World (26 de febrero de 2014)

### DVD
- Message 01 (26 de diciembre de 2007)

### Libros
- minorhythm (30 de marzo de 2006)